# 西村幸祐
西村 幸祐（にしむら こうゆう、1952年〈昭和27年〉 - ）は、日本の批評家、作家、ジャーナリスト。
1980年代後半から、F1、サッカー等のスポーツを中心とした作家、ジャーナリストとしての活動を開始し、2002年の日韓ワールドカップの取材を契機に拉致問題や歴史問題などに関する執筆活動を行う。2006年から2011年まで雑誌『表現者』編集委員、2007年12月に雑誌『撃論ムック』、2011年4月に雑誌『JAPANISM』をそれぞれ創刊、編集長を歴任。戦略情報研究所客員研究員。一般社団法人アジア自由民主連帯協議会副会長。2017年度～2021年度関東学院大学国際文化学部非常勤講師。2018年度岐阜女子大学南アジア研究センター客員教授。

## 来歴
1952年〈昭和27年〉2月1日、西村五洲と明子との間に長男として東京に生まれる。父西村五洲は、歴史学者の西村眞次の五男で、文化人類学者西村朝日太郎の弟。フジテレビ編成局次長を務め、独立してマーケティング戦略企業ユニマックスを設立した。フジテレビ映画部長時代に、日本初の連続アニメ映画「鉄腕アトム」をプロデュースした。従兄に元沖縄県知事の稲嶺恵一 が、伯父に琉球石油創立者で参議院議員だった稲嶺一郎がいる。
東京都立富士高等学校卒業、慶應義塾大学文学部哲学科美学美術史学専攻過程中退。大学在学中から第７次『三田文学』の編集に携わる。西尾幹二によれば、当時学生だった西村が企画した「三田文学」の三島由紀夫の特集「三島死後5年と戦後30年」で、西尾と桶谷秀昭の対談を企画・実現している。その後、『ニュー・ミュージック・マガジン』（現『ミュージック・マガジン』）、編集、レコーディング・ディレクター、コピーライターの仕事に携わった。慶應義塾大学文学部中退後に就職したニューミュージック・マガジン社では当時FM東京が放送していた、中村とうようがDJと務めるミッドナイトマガジンという深夜番組の制作に携わった。その後転職した文化放送が設立したレコード会社ラジオシティ・レコードでアシスタントディレクターとディレクターを務めた。この時知り合った作曲家のすぎやまこういちとは、29年後の2007年に慰安婦問題の意見広告をワシントン・ポストに出す制作スタッフとして再会する。また、コピーライター時代の1988年には、福岡県福岡市天神再開発プロジェクトだったイムズのCI計画とネーミングを株式会社スペースの 業務として担当した。
同時に1980年代後半からスポーツをテーマに作家、ジャーナリストとして活動を開始し、1989年より産経新聞Ｆ１特集の企画・執筆を担当。Ｆ１取材で世界を飛び回っていた。
1990年代前半はほぼF1をテーマとした取材、執筆活動に専念していたが、1993年（平成5年）のワールドカップ予選からF1と並行してサッカー取材を開始。1994年（平成6年）、アイルトン・セナの事故死をきっかけに、取材対象をサッカーへ移行した。
1995年、雑誌「2002倶楽部」（ビクター）をプロデュース、産経新聞で「2002年Ｗ杯を考えよう」シリーズのインタビュアーを１年間務める。「人物発見伝・三島由紀夫」を「メンズ・ノンノ」（集英社）に発表。1996年、日本初のサッカーオンラインマガジン「2002JAPAN」（後の「2002CLUB」）編集長に就任し、00 年「サッカーウイナーズ」（新潮社）をプロデュース、「Number」に「白からの出発—岡田武史とコンサドーレ札幌」を発表。2002年にカブール市民が日韓Ｗ杯をテレビ観戦する「2002CLUB アフガンプロジェクト」を企画、アフガニスタンでのＷ杯パブリック・ビューイングを実現させた。
2002年（平成14年）の日韓ワールドカップや北朝鮮による日本人拉致問題を契機に、歴史認識問題やメディア批判、安全保障問題などに執筆分野を変更。『諸君!』や『正論』、『WiLL』、『Voice』など論壇誌や、『SAPIO』、『リベラルタイム』など時事雑誌への執筆活動を開始。主に"特定アジア"における反日や、朝日新聞など大手メディアへの批判も展開。このほか、先の三島由紀夫の評伝や、1991年に『週刊少年ジャンプ』でF1を題材にした漫画「Ｆの閃光」の原作を連載、ゴルフをテーマにした海外ミステリーの翻訳などを手掛けていた。
サブカル（音楽・文学）からスポーツ（F1・サッカー）、政治（北朝鮮による日本人拉致問題・反日・人権擁護法案など）・マスコミ・インターネット言論（2ちゃんねる・ブログ）・チベット問題・ウイグル問題と幅広いジャンルを扱い、2ちゃんねるやブロガーの活動を肯定的に評価している。また、Chinaのことをシナと呼び、渡辺昇一や呉智英、高山正之のように「支那」あるいは「シナ」と表記しているが、固有名詞の「中国共産党」を使用する場合はChinaを中国と表記している。2006年（平成18年）からはオークラ出版「#撃論ムック」シリーズ（2010年12月休刊）を創刊して責任編集者となる。2007年（平成19年）8月より、文芸言論誌『表現者』の編集委員を務める。
2008年（平成20年）7月には「チベット自由人権日本100人委員会」のメンバーとなり、7月30日に開催された発足記念シンポジウムに参加した。2009年（平成21年）7月13日、海外特派員協会で、ウイグル人のイリハム・マハムティ、チベット人のペマ・ギャルポ、モンゴル人のリーガー・スチェント、元中国人で日本に帰化した石平と共に記者会見を行い、「ウイグル自由人権アジア委員会」の名で「中国によるウイグル弾圧への緊急声明」を発表。2010年（平成22年）2月28日、すぎやまこういち・三橋貴明と共に、「日本人の日本人による日本人のためのメディア」として、ブログを集積し、既存メディア監視を主な目的とする情報サイト「メディア・パトロール・ジャパン」を開設し、編集長に就任した。その後、休止している。
2011年（平成23年）には『ジャパニズム』の創刊に関わり、第3号まで責任編集者を務めた。同年11月26日、「一般社団法人アジア自由民主連帯協議会」副会長に就任。2012年（平成24年）7月16日、同日から翌17日にかけて陸上自衛隊第1師団が東京直下型地震を想定した訓練を実施する際、東京都の特別区23区のうち16区が自衛隊による区施設等の利用を拒否したとのツイートをおこなう。7月18日には日本文化チャンネル桜『ニュースの読み方』にて、自身の「スクープ」として発表した。産経新聞が7月23日付で報じたほぼ同内容（協力を拒否したのは11区としている）の記事については、自身のスクープを後追い報道したものであると述べた。名指しされた11区は産経新聞に対し「報道内容は事実無根」との抗議をおこない、7月25日に産経新聞は記事内容が誤報であったことを認めて謝罪・訂正をおこなった。西村本人は、誤報でないという立場を取っている。
2013年（平成25年）11月19日、第185回国会衆議院の国家安全保障に関する特別委員会に参考人として招致され、「特定秘密の保護に関する法律案（185国会閣9）・行政機関の保有する情報の公開に関する法律等の一部を改正する法律案（185国会衆1）」（通称・特定秘密保護法案）について意見陳述を行った。西村を参考人の意見陳述で招致したのは日本維新の会であった。評論家の石平は西村との共著『「反日」の敗北』の中で、「特定秘密保護法をめぐる攻防が、それこそ戦後体制を守ろうとする左翼のマスコミが総力を結集してきたことをあらわしています。例えば、朝日新聞は掻き集めることのできるすべてを総動員して安倍政権と戦ったわけです」と述べ、西村は「朝日新聞の誤算は昔と同じやり方が通用しなかったことです」」と応じた。

## 主張

### 歴史認識問題について
- 2004年（平成16年）12月刊行の『「反日」の構造』（PHP研究所）に於いて、「大東亜戦争を客体化する試みこそ歴史認識の最初のステップであるはずなのだが、戦前の皇国史観の裏返しとしてのマルクス主義史観が戦後日本の歴史研究の潮流になり、大東亜戦争を客観的に歴史の文脈の中で相対化する精緻な研究が疎かにされてきた」[27]と述べている。また、大東亜戦争という言葉について、「日本人の歴史学者が〈大東亜戦争〉という言葉を使わないことが全てを物語っている。結局、彼らは「閉された言語空間」から自由になれないまま〈閉ざされた思考空間〉での認識に終始している。占領下六年八ヵ月の位相転換と、それによってもたらされる戦後に対する視座の変革のためには、まず〈大東亜戦争〉という言葉を使うことで、閉ざされたドームの膜を切り裂かなければならない。占領期にアメリカに奪われた言葉としてまず挙げられるのが、〈大東亜戦争〉という言葉であり、戦争スローガンにもなっていた〈八紘一宇〉という言葉も抹殺された。いずれにしても、日本人が主体的に過去を引き受けるためには、どうしても〈大東亜戦争〉という言葉を使わなければならないのだ」」[28]と述べている。
- 2007年（平成19年）6月14日の米国紙ワシントン・ポストに「従軍慰安婦問題」の日本軍の強制連行を否定し、アメリカ合衆国下院121号決議の完全撤回を求める意見広告「THE FACTS」を出稿した歴史事実委員会のメンバーとなった。
- 2012年（平成24年）11月6日、米国ニュージャージー州の地方紙「スター・レッジャー」に歴史事実委員会のメンバーとして、米紙「ニューヨークタイムズ」に出された韓国人による意見広告とニューヨーク市タイムズスクエアに掲出された広告ボードに反論する慰安婦の強制連行はないとする意見広告を掲載した。この年の「歴史事実委員会」は、青山繁晴、櫻井よしこ、すぎやまこういち、藤岡信勝、西村の5名で構成されている。
- 2014年（平成26年）4月、訪日した米国人テキサス親父ことトニー・マラーノの講演会に参加。米国に設置された慰安婦像の撤去のための署名活動を行ったマラーノに謝意を示し、問題解決に向けて協力していく旨を述べた[29][30]。

### 韓国について
- 『WiLL』2014年4月号への寄稿の中で、「古来、朝鮮が歴史的にそうであったように、韓国は日韓条約で国交樹立後は日本に事大し続け、九〇年代の金永三政権からその軸足を移行し始め、盧武鉉政権の混乱後は完全に支那へ足を向け、朴槿恵政権で支那への事大が明確になった。つまり、一八九五年の日清戦争後に日本が華夷秩序を破壊して朝鮮を支那の冊封から逃れさせ、独立させたにもかかわらず、現在の韓国は二十一世紀になって新たな中国共産党が支配する支那による冊封を受けようと決断したのである」と述べている[31]。

### 日米関係について
- 『WiLL』2014年7月号への寄稿の中で、「第二次安倍政権発足後の一年五カ月を振り返ると、日米関係の百六十年間の歴史上でかつてなかった新しい局面に両国が立入ったことがよく分かる。奇しくも今年は、嘉永七年（一八五四）にペリーが黒船による砲艦外交で日本を開国させ、日米和親条約が締結されてからちょうど百六十年目にあたる。日米関係はこのように、わが国と西洋の関係を象徴するように最初の一歩が武力による威嚇から始まった。そんな日米関係が、いよいよ新しいフェイズに入ったと思わざるを得ない出来事が立て続けに起きている。」とし、「現在の日米関係の新しいフェイズとは、具体的には、いい悪いを別にしてはっきり現象面に表れているのが、日本の米国離れである。それは、スポーツを除く文化、芸能、サブカルチャーに関する、日本人のここ十年の傾向になった米国離れだけでなく、政治的な親和性もこの数年で急速に失われたことも含めてである。現在の課題である河野談話問題にどう決着をつけるのかというポイントも、実はそこにある。もちろん、靖国参拝への米国からの雑音もそれに含まれている。ペリー来航による日本の開国後、米国は幕末の日本の国力や日本人の民度に驚嘆し、露骨に侵略的な態度を見せることはなかった。明治維新後も、米国はハワイ侵略や米西戦争という厄介な難題を抱えていた事情もあり、日露戦争終了後までは日本と協調路線を取った。日米関係の転機は日露戦争後に訪れるが、大きく事態が変わるのは十年後の第一次大戦後だった。」と述べた[32]。

## 出演

### TV（インターネット放送も含めて）
- 日本文化チャンネル桜[注 1]
  - 桜プロジェクト（キャスター、水曜日、不定期）
  - 報道ワイド日本 Weekend（キャスター、金曜日、不定期）
  - 日本よ、今...「闘論！倒論！討論！」（不定期）

- 続・言いたい放題（TOKYO MX）
- やらまいか（DHC-TV）
- 虎ノ門ニュース（DHC-TV）
- 文化人放送局「復刊！撃論ムック」、「渡邊哲也ショー」、「こーゆーナイト」にレギュラー出演

### インターネット放送
- ChannelAJER（小野盛司主宰「日本経済復活の会」）　「シリーズ・ウイークエンド西村」
- 櫻井よしこの「言論テレビ　櫻LIVE」

## 著書

### F1・サッカー関連
- 『F1グランプリ 華麗なる国際イベントの舞台裏』日本能率協会、1990年8月。ISBN 4-8207-0691-8。
- 『F1という名の物語 グランプリにかけた挑戦者の夢』日本能率協会、1991年6月。ISBN 4-8207-0765-5。
- 『F1コックピットの英雄たち サーキットに刻まれた61人の栄光の軌跡』ジョー・ホンダ写真、扶桑社、1992年8月。ISBN 4-594-00965-4。
- 西村幸祐文・編纂『Honda in the race』小池宣夫撮影、講談社、1993年10月。ISBN 4-06-206368-9。
- 『グリーン・シグナルの彼方へ F1ヒューマンステージ 男たちの闘い』光人社、1993年12月。ISBN 4-7698-0668-X。
- 後藤健生; 西村幸祐 (1997-9). J's ボイス 日本サッカー新世紀への提言. ゼスト. ISBN 4-916090-64-0
- 後藤健生; 湯浅健二; 西村幸祐 (1998-2). サッカーを読め！. J'sボイス ; 2. ゼスト. ISBN 4-916090-96-9
- 後藤健生; 湯浅健二; 西村幸祐 (1998-4). 2002JAPAN編集部責任編集. ed. サッカーを語れ！ 後藤健生・湯浅健二・西村幸祐対談集 J's voice extra. ゼスト. ISBN 4-88377-018-4
- 『戦場へ、ようこそ World Cuo France 98各国戦力・徹底分析』クレスト社、1998年5月。ISBN 4-87712-073-4。
- 2002JAPAN編集部責任編集 編『サッカー俺にも言わせろ！ 落書町一丁目より 激闘編』ゼスト、1998年6月。ISBN 4-88377-019-2。
- 後藤健生; 湯浅健二; 西村幸祐 (1998-6). サッカーをもっと読め！. J'sボイス 3. ゼスト. ISBN 4-88377-026-5
- 後藤健生; 湯浅健二; 西村幸祐 (1998-10). ワールドカップを読め！. J's voice ; 4. ゼスト. ISBN 4-88377-035-4
- 『八咫烏の軌跡 W杯と日本サッカーの1460日』出版芸術社、2002年3月。ISBN 4-88293-210-5。

### 評論関連
- 『「反日」の構造　―中国、韓国、北朝鮮を煽っているのは誰か―』PHP研究所、2004年12月。ISBN 4-569-63996-8。
  - 『「反日」の構造　―中国、韓国、北朝鮮を煽っているのは誰か―』文芸社〈文芸社文庫 に1-1〉、2012年2月15日。ISBN 978-4-286-12041-6。 - 西村 (2004)の加筆・修正。
- 『「反日」の超克　―中国、韓国、北朝鮮とどう対峙するか―』PHP研究所、2006年3月。ISBN 4-569-64366-3。
  - 『「反日」の正体　―中国、韓国、北朝鮮とどう対峙するか―』文芸社〈文芸社文庫 に1-2〉、2012年8月15日。ISBN 978-4-286-12824-5。 - 西村 (2006)の改題、加筆・修正。
- 『メディア症候群（シンドローム） ―なぜ日本人は騙されているのか？―』総和社、2010年9月。ISBN 978-4-86286-043-9。
- 『教科書は「天皇」と「自衛隊」をどう教えているか 中学歴史・公民教科書総点検』総和社、2011年7月17日。ISBN 978-4-86286-053-8。
- 『幻の黄金時代 オンリーイエスタデイ'80s / 1980年代から透視する21世紀の日本』祥伝社、2012年4月25日。ISBN 978-4-396-61419-5。
- 『「反日」包囲網がアベノミクスを壊す　―トクアノミクスの正体―』文芸社、2013年7月25日。ISBN 978-4-286-14203-6。
- 『マスコミ堕落論　―反日マスコミが常識知らずで図々しく、愚行を繰り返すのはなぜか―』青林堂、2014年7月15日。ISBN 978-4-7926-0493-6。
- 『NHK亡国論　―公共放送の「罪と罰」、そして「再生」への道―』KKベストセラーズ、2014年9月25日。ISBN 978-4-584-13596-9。
- 『21世紀の「脱亜論　―中国・韓国との訣別―』祥伝社新書、2015年4月。ISBN 978-4-396-11398-8。
- 『日本人に「憲法」は要らない』ベストセラーズ〈ベスト新書 529〉、2016年8月。ISBN 978-4-584-12529-8。
- 『報道しない自由　―なぜ、メディアは平気で嘘をつくのか―』イースト・プレス、2017年12月。ISBN 978-4-7816-1610-0。
- 『韓国のトリセツ　―やたら面倒な隣人と上手に別れる方法―』ワニ・プラス新書、2019年5月。ISBN 978-4847061509。
- 『朝日新聞への論理的弔辞　―西村幸祐メディア評論集―』ワニ・プラス、2020年2月。ISBN 978-4-8470-9861-1
- 『報道しない自由　―「見えない東京の壁」とマスメディアの終焉―』ワニ・プラス新書、2022年3月。ISBN 978-4-8470-6192-9
- 『九条という病　―憲法改正のみが日本を救う―』ワニ・プラス新書、2022年7月。ISBN 978-4-8470-6195-0
- 『日本人だけが知らなかった「安倍晋三」の真実　―甦った日本の「世界史的立場」』ワニ・プラス新書、2022年9月。ISBN 978-4-8470-6200-1。
- 『安倍晋三黙示録　―『安倍晋三回顧録』をどう読むべきか』エムディエヌコーポレーション、2023年9月。ISBN 978-4-295-20554-8
- 『1980年代―夢と栄華の時代が用意した〈失われた30年〉』育鵬社、2024年12月。ISBN  978-4-5940-9670-0

#### 共著
- 大月隆寛、野村旗守・中宮崇・宮島理ほか『マンガ嫌韓流の真実！』宝島社〈宝島社文庫〉、2007年9月。ISBN 978-4-7966-6086-0。
- 小林よしのり 編「加藤紘一」『日本を貶めた10人の売国政治家』幻冬舎〈幻冬舎新書〉、2009年7月8日。ISBN 978-4-344-98130-0。
- 杉原志啓『イチローと村上春樹は、いつビートルズを聴いたのか サブカルチャーから見た戦後日本』PHP研究所、2009年11月。ISBN 978-4-569-77281-3。
- 石平『日本よ！米中を捨てる覚悟はあるか』徳間書店、2010年5月。ISBN 978-4-19-862962-5。
- 田母神俊雄「第6章　特別対談　田母神俊雄×西村幸祐―いつから日本は「特殊な国」になったのか」『日本はもっとほめられていい』廣済堂出版〈廣済堂新書 019〉、2012年2月17日。ISBN 978-4-331-51617-1。
- 潮匡人、河添恵子、石井望、イリハム・マハムティ「終章　守るべき価値とは何か」『日本の国益 野蛮・中国に勝つための10の論点』幸福の科学出版、2012年12月27日。ISBN 978-4-86395-289-8。
- 桜井誠『在特会とは「在日特権を許さない市民の会」の略称です！』西村幸祐 インタビュー、青林堂〈SEIRINDO BOOKS〉、2013年12月24日。ISBN 978-4-7926-0483-7。
- 石平『中国を捨てよ』イースト・プレス〈イースト新書 028〉、2014年4月20日。ISBN 978-4-7816-5028-9。
- トニー・マラーノ『テキサス親父の「怒れ！罠にかかった日本人」』西村幸祐 監修、青林堂〈SEIRINDO BOOKS〉、2014年4月25日。ISBN 978-4-7926-0492-9。
- 石平『「反日」の敗北』イースト・プレス、2014年6月7日。ISBN 978-4-7816-1174-7。
- ケント・ギルバート『日本の自立 戦後70年、「日米安保体制」に未来はあるのか?』イースト・プレス、2015年8月7日。ISBN 978-4-781-61355-0。
- ケント・ギルバート『トランプ革命で甦る日本 「日米新時代」が見えてきた！』イースト・プレス、2017年1月。ISBN 978-4-7816-1508-0。
- 富岡幸一郎、三浦小太郎『西部邁・日本人への警告』イースト・プレス 選書判、2018年5月。ISBN 978-4-7816-1610-0。
- 福山隆『「武漢ウイルス」後の新世界秩序　―ウイルスとの戦いである第三次世界大戦の勝者は？―』ワニ・プラス、2020年6月。ISBN 978-4-8470-9923-6
- ロバート・D・エルドリッヂ『中国侵攻で機能不全に陥る日米安保』ビジネス社、2021年11月。ISBN 978-4828423401
- 織田邦男『日本を滅ぼす簡単な5つの方法　世界は悪意と危機に満ちている』ワニ・プラス、2024年10月。ISBN 978-4-8470-7484-4

### 漫画原作
- 『Fの閃光』 1巻、長沢克泰・鬼窪浩久 画、集英社〈集英社ジャンプ・コミックス〉、1991年。ISBN 978-4-08-871783-8。
- 『Fの閃光』 2巻、長沢克泰・鬼窪浩久 画、集英社〈集英社ジャンプ・コミックス〉、1992年。ISBN 978-4-08-871784-5。
- 山野車輪 責任編集 編『撃論 コミックオピニオン誌』 v.1、オークラ出版〈Oak mook 128〉、2007年1月。ISBN 4-7755-0850-4。
- 北山京『歴女が学んだホントの日韓関係』西村幸祐 監修、青林堂、2010年9月14日。ISBN 978-4-7926-0423-3。

### 翻訳
- ジェームス・Y・バートレット『死の14番ホール』イースト・プレス、1995年7月。ISBN 4-87257-055-3。

## 責任編集

### 撃論ムック
2006年（平成18年）12月に「コミックオピニオン誌」としてオークラ出版から1号のみ（これは山野車輪が担当）、以後は2010年（平成22年）12月まで別冊ムックだけが30冊刊行された『撃論』シリーズで責任編集を担当した。2010年（平成22年）12月27日発売の「反日マスコミの真実2011」の編集後記で休刊を宣言した。以後「―ムック」は本誌に集約される。

### ジャパニズム
2011年（平成23年）より青林堂で、『撃論ムック』を継承する雑誌『ジャパニズム』（題字は「JAPANISM」）の創刊に関わり、4月26日発売の創刊号より8月26日発売の03号まで責任編集者を務めた。なお、出版社が異なるにもかかわらず“継承”出来た理由は不明。
1. 『「ジャパニズム」01』青林堂、2011年4月26日。ISBN 978-4-7926-0434-9。
2. 『「ジャパニズム」02』青林堂、2011年6月25日。ISBN 978-4-7926-0436-3。
3. 『「ジャパニズム」03』青林堂、2011年8月26日。ISBN 978-4-7926-0439-4。

## 連載
- 『表現者』 - 「幻の黄金時代--オンリー・イエスタデイ'80」（2006年）
- 日刊スポーツWEB（2006年）
6月に開催されたワールドカップドイツ大会のコラム 『WiLL』 -「メディア・スクランブル」（2012年11月～2016年4月）
- 『WiLL』-「西村幸祐の今月のこの一冊」（2016年6月～）
- 『Hanada』-「メディアの手口」（2016年5月～2017年4月[33][34])

## 受賞
- 1982年、朝日広告賞部門賞（コピーライター）受賞。